# Xã Douglas, Quận Clay, Iowa
Xã Douglas (tiếng Anh: Douglas Township) là một xã thuộc quận Clay, tiểu bang Iowa, Hoa Kỳ. Năm 2010, dân số của xã này là 168 người.